# Keath Fraser
Keath Fraser (ur. 25 grudnia 1944 w Vancouver) – kanadyjski pisarz.
Ukończył studia licencjackie (1966) i magisterskie (1969) na University of British Columbia. W 1973 uzyskał stopień Ph.D. na University of London. Otrzymał nagrody literackie Ethel Wilson Fiction Prize (za zbiór opowiadań Foreign Affairs) i Chapters/Books in Canada First Novel Award (za powieść Popular Anatomy) .

## Dzieła

### Zbiory opowiadań
- Taking Cover (1982)
- Foreign Affairs (1985)
- Telling My Love Lies (1997)

### Redakcja antologii
- Bad Trips (1991)
- Worst Journeys (1992)

### Powieść
- Popular Anatomy (1996)

### Literatura faktu
- The Voice Gallery (2002)
- 13 Ways of Listening to a Stranger (2005)